# Tutti Frutti (nummer)
Tutti Frutti is een nummer van de Amerikaanse artiest Little Richard. Het is geschreven door Richard en Dorothy LaBostrie. Het werd uitgebracht in 1955 en werd de eerste grote hit van Richard. Het nummer is vooral bekend om het refrein "A-wop-bop-a-loo-mop-a-lop-bam-boom!", een patroon waarvan Richard oorspronkelijk vond dat het op de drums gespeeld moest worden, maar uiteindelijk gezongen wordt. Het is een van de meest invloedrijke nummers in de geschiedenis van de rock-'n-roll.

## Opname door Little Richard
Hoewel Little Richard sinds 1951 opnames had gemaakt voor RCA en Peacock Records, had hij niet het commerciële succes gehaald waar zijn producers op hoopten. In februari 1955 stuurde hij een demo naar Specialty Records, die in handen kwam van eigenaar Art Rupe. Hij hoorde potentie in de opnamen en regelde een opnamesessie voor Richard in september 1955 in New Orleans. Deze sessie werd geproduceerd door Robert Blackwell. Op de opname is de achtergrondband van Fats Domino te horen, bestaande uit saxofonisten Lee Allen en Alvin "Red" Tyler, pianist Huey Smith, basgitarist Frank Fields, gitarist Justin Adams en drummer Earl Palmer.
Tijdens de sessie raakte Richard gefrustreerd dat zijn stijl niet volledig op de plaat te horen was. Tijdens een lunchpauze bonsde hij op een piano en zong hij een schunnig liedje dat hij had geschreven en al een aantal jaren live speelde. Dit nummer bestond uit de tekst "A-wop-bop-a-loo-mop a-good-Goddam / Tutti Frutti, good booty". Blackwell herkende de hitpotentie, maar wist ook dat er een minder seksuele tekst geschreven moest worden. Hij legde hierop contact met de lokale songwriter Dorothy LaBostrie. Richard bleef wel in zijn karakteristieke stijl spelen.
De oorspronkelijke tekst van Tutti Frutti ging over een homoseksuele man en ging als volgt: "Tutti Frutti, good booty / If it don't fit, don't force it / You can grease it, make it easy". De tekst werd vervangen door een herhaaldelijk "Tutti Frutti, aw rooty", waarbij "aw rooty" slang was voor "all right". Er zou een derde persoon als schrijver van het nummer zijn aangewezen met de naam Lubin. Dit zou een pseudoniem kunnen zijn voor Art Rupe zodat hij zelf royalty's voor nummers van zijn label zou ontvangen, maar andere bronnen verwijzen naar songwriter Joe Lubin. Volgens LaBostrie had Richard echter niet meegewerkt aan het schrijven van Tutti Frutti. Zij zou zelf een ijssmaak met deze naam in de winkel hebben gezien en bij haarzelf hebben gedacht dat dit een goede titel zou zijn voor een nummer.
Volgens Blackwell was er geen tijd om een tweede opnamesessie voor Tutti Frutti te regelen, dus moest Richard de nieuwe versie binnen vijftien minuten in drie takes opnemen. Deze sessie vond plaats op 14 september 1955. Aan het eind van december 1955 kwam het binnen in de Amerikaanse Rhythm & Blues-lijst, waar het in februari 1956 op de tweede plaats piekte. Ook kwam het tot plaats 21 in de Billboard Hot 100. In het Verenigd Koninkrijk werd het in 1957 een top 30-hit als de B-kant van zijn volgende single Long Tall Sally. Door het nummer met het typische bluesschema, de zogeheten twelve-bar blues, brak Little Richard definitief door. Het werd gezien als een erg agressief nummer met meer Afro-Amerikaanse invloeden dan oudere opnamen in deze stijl.

### Impact
Tutti Frutti combineert elementen uit de boogie, de gospel en de blues en introduceerde een aantal karakteristieke elementen uit de rockmuziek, waaronder een hard geluid, krachtige zang en een kenmerkend ritme. De beat is afkomstig uit de boogiewoogie, maar Richard liet de shuffle achterwege en introduceerde een nieuwe rockbeat. Hij bespeelde de piano met een nieuwe techniek, waarbij hij beide handen gebruikte en met zijn rechterhand patronen speelde. Het ritme van het nummer werd de nieuwe basis voor de standaard rockbeat, die later door Chuck Berry verfijnd werd.
In 2007 werd Tutti Frutti door het tijdschrift Mojo uitgeroepen tot het meest invloedrijke nummer ooit. In 2010 werd het door het National Recording Registry opgenomen in hun lijst met geluidsopnamen die "cultureel, historisch of esthetisch belangrijk zijn en/of het leven in de Verenigde Staten informeren of weergeven". Het tijdschrift Rolling Stone zette het op plaats 43 in hun lijst The 500 Greatest Songs of All Time.

## Vroege covers
Het nummer is door vele muzikanten gecoverd. Nadat Pat Boone een hit scoorde met Ain't That a Shame, oorspronkelijk van Fats Domino, was Tutti Frutti zijn volgende single. Deze versie is duidelijk minder agressief dan de versie van Richard. Boone kwam tot de twaalfde plaats in de Amerikaanse Billboard Hot 100, hoger dan de oorspronkelijke versie, die op plaats 21 piekte. Boone vond zelf al dat hij het nummer niet wilde coveren omdat het volgens hem "nergens op sloeg", maar zijn producers overtuigden hem dat hij het toch op moest nemen door te zeggen dat de opname aandacht kreeg en hem geld op zou leveren. Richard reageerde op de cover door te zeggen dat, alhoewel Boone "zijn muziek afpakte", dat hij het populairder maakte door zijn status in de blanke muziekwereld.

## Versie van Elvis Presley
Elvis Presley coverde Tutti Frutti voor zijn debuutalbum, opgenomen op 30 januari 1956 en verschenen op 23 maart van dat jaar. Op zijn versie gebruikt hij de regel "A-wop-bop-a-loo-bop-a-lop-bam-boom!" bij elk couplet, waarbij hij eindigt met "bam-boom" in plaats van "bom-bom". Zijn versie werd tevens uitgebracht als onderdeel van een ep van vier nummers en als de B-kant van Blue Suede Shoes, dat in de Verenigde Staten de twintigste plaats behaalde.

## Versies van The Beatles
The Beatles speelden Tutti Frutti tussen 1960 en 1962 regelmatig live, onder meer in Hamburg en Liverpool. Het werd altijd gezongen door Paul McCartney. Het is echter niet bekend of hun cover was gebaseerd op de versie van Richard of die van Presley. Er is voor zover bekend geen opname van het nummer. Tijdens de Get Back-sessies werd echter naar verluidt wel een versie van Tutti Frutti opgenomen. Een aantal maanden later speelde George Harrison in Kopenhagen op een liveversie van het nummer met Delaney & Bonnie en Eric Clapton, die op een bootleg verscheen. Een legale versie werd in 1970 tijdens een concert in Engeland opgenomen en later dat jaar uitgebracht. In 1972 speelde Ringo Starr de drums op een versie met Elton John als pianist en Marc Bolan als zanger, die tevens door hem werd geproduceerd. In de jaren 1990 speelde Paul McCartney het tijdens een professioneel opgenomen soundcheck die lijkt geïnspireerd te zijn door de versie van Pat Boone. Deze opname verscheen op de bootleg Soundcheck Songs Vol. 1.

## Latere covers
In 1964 nam Little Richard Tutti Frutti opnieuw op voor zijn verzamelalbum Little Richard's Greatest Hits. In 1976 kwam opnieuw een nieuwe versie uit op het verzamelalbum Little Richard Live. Verder werd het door Queen live gespeeld tijdens hun Magic Tour in 1986. Een opname in het Wembley Stadium werd uitgebracht op het livealbum Live at Wembley '86.

## Gebruik in media
Little Richard speelde zelf een versie van Tutti Frutti in de film Don't Knock the Rock, geregisseerd door Alan Freed. Het nummer verzorgde de titel van een van de eerste boeken over de geschiedenis van de rock-'n-roll en de overige popmuziek uit de jaren 50, Awopbopaloobop Alopbamboom van Nik Cohn uit 1969. In de film Grease wordt het refrein gezongen door de hoofdpersonen. Het werd gebruikt in de eerste scène van de film Het Dappere Broodroostertje. In de film It Takes Two is het te horen terwijl er een voedselgevecht uitbreekt.

## NPO Radio 2 Top 2000
| Nummer met noteringen in de NPO Radio 2 Top 2000 | '99  | '00  | '01  | '02-'03 | '04  |
| ------------------------------------------------ | ---- | ---- | ---- | ------- | ---- |
| Tutti Frutti                                     | 1548 | 1750 | 1947 | -       | 1998 |

1. ↑  Een '-' betekent dat het nummer niet was genoteerd en een vetgedrukt getal geeft de hoogste notering aan.
2. ↑  Deze tabel is bijgewerkt tot en met de laatste editie (2024).